# NGC 4559
NGC 4559 is een balkspiraalstelsel in het sterrenbeeld Hoofdhaar. Het hemelobject ligt 30 miljoen lichtjaar van de Aarde verwijderd en werd op 11 april 1785 ontdekt door de Duits-Britse astronoom William Herschel.

## Synoniemen
- UGC 7766
- MCG 5-30-30
- ZWG 159.24
- IRAS 12334+2814
- PGC 42002